# Edith Mabel Russo
Edith Mabel Russo (La Plata, Buenos Aires, 18 de octubre de 1948) es una escritora, poetisa, compositora, dramaturga y docente argentina. Ha destacado especialmente por su labor en literatura infantil (poesías, cuentos. adivinanzas, rimas, trabalenguas, canciones). Sus obras han sido publicadas por importantes editoriales como Kapelusz, Puerto de Palos, E.D.B., Plus Ultra, AZ, Ángel Estrada y Cía, Guadal, Ediba, Ediciones Infantil, SM, entre otras.
Ha escrito para revistas especializadas en Educación y Literatura para Niños de Argentina, Chile, México, España, Portugal y Venezuela.
Escribió artículos en la revista Anteojito y su suplemento Trapito; en Los cuentos de Jardincito, en la Revista de Educación Inicial Ser docente, en la publicación para la maestra jardinera Madeja, en el suplemento literario del diario El Día; entre otros. 
Escribió, musicalizó y dirigió la obra de teatro Dame una Sonrisa que fue representada en numerosos teatros y escuelas de la ciudad de La Plata y alrededores.
Ha recibido cerca de treinta premios por su labor. Recibió la Faja de Honor de la SEP por sus libros Secretitos de Chocolate en 1983 y Cuentilargos y Cuenticortos Y Te presto mi cielo en 1996. También en el año 1996 obtuvo el premio "Mujer Platense" otorgado por la Municipalidad de La Plata y el premio "Mujer Destacada Bonaerense", rubro literatura, otorgado por la Cámara de Diputados de la Policía  de Buenos Aires.

## Libros publicados
- Juguemos a cantar (Canciones para Jardín de Infantes). Año 1970
- Caramelerías (Poesías para niños). Año 1979.
- Secretitos de Chocolate (Poesías para niños). Año 1982.

- te presto mi cielo (Poesías, rimas, adivinanzas, trabalenguas). Editorial Ángel Estrada y Cía. Año 1994.

- Cuentilargos y Cuenticortos Editorial Ángel Estrada y Cía. Año 1994.

- La guitarrita roja (Cuentos para Jardín de Infantes). Primer premio Martha Salotti. Editorial Plus Ultra. Año 1997.

- Versos para Micaela (Poesías para niños). Editorial Libronauta. Año 2001.

- A leer y escribir ¡Listos ya! (Cuatro libros de actividades para la lectoescritra y el cálculo). Ediciones Infantil.com. Año 2005

Libro 1: “En casa”
Libro 2: “En la plaza”
Libro 3: “En el zoológico”
Libro 4: En el supermercado
- Colección Te presto mi cieloEditorial GUADAL. Año 2006

Libro 1: Poesías
Libro 2: Poesías
Libro 3: Rimas, adivinanzas, trabalenguas.
- Colección Los chicos juegan. Editorial GUADAL. Año 2005

Libro 1: Luciano juega con su autito
Libro 2: Agustín juega con su pelota
Libro 3: Rosita juega con sus muñecas
Libro 4: Federico juega con su barrilete
- Colección Sorpresas hechizadas. Ediciones Infantil.com Año 2005

Libro 1: Hada Pili
Libro 2: Mago Chispita
Libro 3: Bruja Burbuja
Libro 4: Duendecito
- Colección Palabrerío. Ediciones Infantil.com Año 2005

Cuatro libros con juegos de palabras, adivinanzas, trabalenguas.
- Colección Mundo de colores. Ediciones Infantil.com Año 2005

Libro 1: Andrés en el arco iris
Libro 2: Andrés pinta
Libro 3: Andrés juega
Libro 4: Andrés en las estaciones
- Colección Los cuentos de Villa Bichi. Ediciones Infantil.com. Año 2006

La fiesta en el limonero
Las agujas de la araña
La suerte del gusanito
El casamiento de los escarabajos
- Colección Cuentos con ¡Glup!. Ediciones Infantil.com. Año 2006.

Un mediodía en el río
Una noche en la laguna
Una tarde en el charco
Una mañana en el mar
- Colección Asertijuegos. Ediciones infantil.com. Año 2006

- Los globos que escapan se vuelven estrellas. Colección Ardilla Verde. Antologías poéticas infantiles. Monteclaro Editores. España. Año 2006.

- Cuentos mágicos. Editorial Ruy Díaz. Año 2006

## Participaciones (Entre otras)
- El jardín de Margarita de Delia Ledesma (Canciones para Jardín de Infantes). Año 1980.

- Lo que sabe mi loro de María Esther López. Editorial Ángel Estrada y Cía. Año 1993.

- Actividades en el nivel inicial y en la e.g.b  de Mónica Fernández. año 1994.

- Diagonales, tilos y poetas. Antología editada por la Dirección de cultura de la municipalidad de La Plata. año 1995.

- 50 poetas para niños del siglo XX. Editorial Colihue.año 1995.

- Antología poética 1996. Centro de expresión cultural Encuentro.

- Color de ciruela. Editorial Kapelusz. año 1998.

- Piedra, papel o tijera 2. Editorial Kapelusz. año 2000.

- Piedra, papel o tijera 3. Editorial Kapelusz. año 2000.

- Chicos. Antología publicada por Dirección de cultura de la municipalidad de La Plata .año 2000.

- Caminantes lecturas para cuarto año. Editorial Edebé. año 2000.

- Garrapiñadas 2. Editorial AZ. año 2000.

- Cosquillas amarillas 1. Editorial Kapelusz. Año 2000.

- Cosquillas amarillas 2. Editorial Kapelusz. Año 2000.

- Cosquillas amarillas 3. Editorial Kapelusz. Año 2000.

- Los escritores en letras 1946-2001. SEP Año 2201.

- Escritores al fin del milenio. S.A.D.E. Año 2001.

- Palabras pintadas. Editorial Kapelusz. Año 2001.

- La calesita - Tercer año EGB. Editorial Puerto de Palos. Año 2004

- Colección de cuentos Los duendecitos. Cejas Producciones Editoriales. Año 2004.

- Áreas integradas 1 y áreas integradas 2,  para el primer ciclo de EGB. Editorial Kapelusz. Año 2004.

- Maestra de primer ciclo. EGB 1 Editorial Ediba- Año 2004

- Seguimos juntos 5. Editorial Ediba- Año 2005

- Seguimos juntos 6.Editorial Ediba. Año 2005

- Seguimos juntos 7. Editorial Ediba. Año 2005

- Maestra de primer ciclo- Venezuela- Año 2005/ 2006

- Hola, mi libro y yo. Editorial Ediba. Año 2005

- Áreas integradas 1 y áreas integradas 2,  para el primer ciclo de EGB. Editorial Kapelusz. Año 2005.

- Maestra de primaria. Editorial Ediba, México. Año 2005

- Maestra de primaria. Editorial Ediba, México. Año 2006

- Maestra de primaria. Editorial Ediba España. Año 2006

- Maestra de primaria. Editorial Ediba. Portugal. Año 2006

- Para todos. Editorial A. Estrada. Año 2005

- Para todos 2. Editorial A. Estrada. Año 2005

- Para todos 3. Editorial Estrada. Año 2005

- Serie Pluma y lápiz. Ediciones SM. Puerto Rico. Año 2005

- Lenguaje y comunicación Para quinto año básico. Ediciones Cal y canto Ltda. Chile. Año 2006

- Babirusa y el zapato de Tía Eulogia antología de Velia Calvimontes. Ediciones AILEV. Bolivia, año 2006.

- Áreas integradas 1. Editorial Kapelusz. Año 2006.

- ¡A pensar!. Libro para primero, segundo y tercer año. Editorial EDIBA. Año 2006.

- Áreas integradas 1. Editorial Puerto de Palos. Año 2006

- Área lengua cuarto año. Editorial AIQUE. Año 2006.

- Libro Certamen literario nacional del inmigrante 1985– 2002. Declarado de interés provincial por el Honorable Senado de la Provincia de Buenos Aires y FAJA DE HONOR de la Sociedad de Escritores de la Provincia de Buenos Aires.

## Otras publicaciones
- Revista Madeja.Orientación para la maestra jardinera. Ciudad de La Plata.

- Revista Pan. Ciudad de Azul. Pcia. de Bs.As.

- Revista Cruzada literaria. Ciudad de La Plata.

- Diario El Día. Suplemento literario.

- La Galera. Suplemento literario infantil del Diario El Día.

- Revista Anteojito y Suplemento Trapito de la misma Revista. Editorial García Ferré. Desde 1994 a 2001

- Enciclopedia mensual Jardincito. Editorial 3B. Capital Federal.

- Revista Los cuentos de Jardincito.  Editorial 3B. Capital Federal.

- En el año 1981 el Ministerio de Educación de la Pcia. de Bs.As publicó una selección de sus cuentos, poesías y adivinanzas. Publicación que se distribuyó en escuelas y Jardines de Infantes de la Pcia de Bs.As.

- En el año 1990 la Dirección General de Escuelas y Cultura de la Pcia. Bs.As publicó una selección de sus poesías en ocasión de celebrarse los 25 años de la Educación Inicial.

- Creadora y Directora de la Sección Educativa Un rincón para los chicos de la publicación mensual perteneciente a la Tarjeta de Crédito Carta Austral. Año 1994 a 2000.

- Colección Minilibros Autorales Interactivos. Revista Anteojito. Año 1997.

- Colección Minilibros sobre Animales de todo el Mundo. Revista Anteojito. Año 1998.

- Colección Cuentos Autorales Troquelados. Revista Anteojito. Año 1999/ 2000.

- Revista Mujer platense.Año 1999.

- Revista de Educación Inicial Ser docente. Año 2000.

- Revista Salita 3-4-5 Editorial VISOR. Año 2001.

- Revista Seño. Cejas Producciones. Año 2001.

- Revista Jardín de infantes. Cejas Producciones. Año 2002/2003.

## Premios obtenidos
- Primer premio rubro poesía. Concurso provincial de literatura infantil bodas de oro del jardín de infantes nº 5. Ciudad de Azul. año 1977.

- Primer premio rubro adivinanzas otorgado por el Cuerpo Directivo de Enseñanza Preescolar del área La Plata- Berazategui. Ministerio de educación de la pcia de Bs. As. Año 1979.

- Mención especial otorgada por S.A.D.E. (Sociedad Argentina de Escritores) para el libro Secretitos de Chocolate. Año 1982.
- Faja de honor. Otorgada por SEP (Sociedad de Escritores de la pcia. de Bs. As.) para el libro Secretitos de Chocolate. Año 1983.

- Reconocimiento de la Dirección de enseñanza preescolar, asesoría técnica de la Dirección gral de Escuelas y Cultura a la reedición de los libros Secretitos de Chocolate y Caramelerías y material inédito. Año 1984.

- Segunda mención nacional (cuento para niños). Certamen literario Aldo P. Alessandri, organizado por el Centro Numismático y Literario Bmé. Mitre y el diario El Tiempo. Ciudad de Azul. Año 1991.

- Mención de honor. Segundo concurso nacional organizado por CESCRIPOL (Centro de Escritores de la Policía de la pcia. de Bs. As.) Año 1991.

- Tercer premio (cuento papa niños). Segundo concurso nacional LITETERAE (Instituto Superior de Estudios Lingüísticos y Literarios). Año 1991.

- Mención de honor (cuento infantil). Segundo concurso nacional LITTERAE. Año 1991.

- Segundo premio. Concurso nacional de cuentos Syria poleti. Año 1992.

- Primer premio poesía infantil. II salón de poemas ilustrados. U.P.C.N. sección Buenos Aires. Año 1994.

- Segundo premio género narrativa. Décimo certamen literario nacional “Berisso, capital del inmigrante”. Año 1994.

- Tercer premio género poesía. Décimo certamen literario nacional “Berisso, capital del inmigrante”. Año 1994.

- Mención de honor género poesía. Concurso literario Dr. Jacinto Calvo. Federación de instituciones culturales. Año 1994.

- Premio nacional Fantasía Infantil 1995 para el libro Te presto mi cielo (mejor libro de poesía infantil publicado en Argentina en el año 1994) fundación F.E.R.T. y Subsecretaría de Cultura de la Nación.

- Nominación como Mujer destacada bonaerense año 1995 rubro literatura. Comisión especial de homenaje a la mujer bonaerense de la Cámara de Diputados de la provincia de Bs. As.

- Primer premio Martha Salotti. Cuentos para jardín de infantes. Instituto Summa y Fundación Salottiana. Año 1995.

- Segundo premio Martha Salotti. Cuentos para jardín de infantes. Instituto Summa y Fundación Salottiana. Año 1995.

- Primer premio. Séptimo concurso nacional y primero internacional de poesía. ARDE (Ateneo Riocuartense de Escritores). Subsecretaría de Cultura de la Municipalidad de Río Cuarto, Córdoba. Año 1995.

- Premio Mujer platense 1996. Consejo de la mujer de la municipalidad de La Plata.

- Premio Mujer destacada bonaerense. Rubro literatura. Comisión especial de homenaje a la mujer bonaerense de la Cámara de Diputados de la provincia de Bs. As. Año 1996.

- Faja de Honor para el libro Te presto mi cielo. SEP (Sociedad de Escritores de la provincia de Bs. As.) Año 1996.

- Faja de Honor para el libro Cuentilargos y Cuenticortos. S.E.P. (Sociedad de Escritores de la provincia de Bs. As.) Año 1996.

- Primera mención. Concurso de cuentos Todos somos diferentes. Montevideo. Uruguay. Año 2003. Auspiciado por O.E.A. y UNICEF.

- Primera mención. Concurso internacional de cuento infantil El rincòn de los cuentos. Nuevo Leòn, México. Año 2003.

- Tercera mención. Concurso internacional de cuento infantil El rincòn de los cuentos. Nuevo Leòn, México. Año 2003.

- Finalista con dos cuentos. Concurso internacional de cuentos cortos para niños de educación infantil. Asociación mundial de educadores infantiles. AMEI WAECE. Madrid, España año 2006. Auspiciado por UNESCO.

- Nominación en el carácter de miembro honorario del Instituto Literario Horacio Rega Molina de la República Argentina”. Año 2006.